# The Stray (película)
The Stray es una película estadounidense de drama familiar dirigida por Mitch Davis y escrita por Mitch y Parker Davis. Es protagonizada por Michael Cassidy y Sarah Lancaster. Fue estrenada el 6 de octubre de 2017.

## Sinopsis
La familia Davis es un desastre absoluto, pero un perro callejero logrará en poco tiempo restaurar su matrimonio, arreglar una relación padre-hijo deteriorada, alegrar la vida de un niño de 9 años y salvar a un niño muy pequeño.

## Reparto
- Michael Cassidy como Mitch Davis.
- Sarah Lancaster como Michelle Davis.
- Connor Corum como Christian Davis.[1]
- Jacque Gray como Misty Davis.
- Enoch Ellis como Clark LaCouture.

## Recepción
The Stray recibió reseñas mixtas a negativas por parte de la crítica y de la audiencia. En la página web Rotten Tomatoes, la película obtuvo una aprobación de 33%, basada en 9 reseñas, con una calificación de 5.0/10, mientras que de parte de la audiencia tuvo una aprobación de 71%, basada en 864 votos, con una calificación de 3.7/5.
En el sitio web IMDb los usuarios le dieron una calificación de 5.3/10, sobre la base de 531 votos.